# Lame-O Records

## Historia
Lame-O Records fueo fundado en 2012 por Eric Osman, mánager de la banda Modern Baseball, para lanzar el álbum debut de la banda, Sports. Osman Financió 300 copias ahorros ganados trabajando en tiendas de café. Aunque los sports no ganó ningún beneficio del sello, el álbum rápidamente vendió copias.
El sello originalmente no continuaría luego de sports, pero Osman decidió aprovechar las oportunidades proporcionaron por el éxito del primer álbum. Lame-O empezó a firmar en el área Filadelfia a bandas que incluyen Ma Jolie, Steady Hands, the Hundred Acre Woods, the Superweaks, y Three Man Cannon. Osman enlisted.
La etiqueta ganó la aclamación en 2015 para el álbum Strength in Weakness y su recopilación.

## Artistas
- Cherry[9]
- Great Cynics[10]
- The Hundred Acre Woods[11]
- Hurry[12]
- Johnny Foreigner[6]
- Lithuania[13]
- Lowercase Roses[14]
- Ma Jolie[15]
- The Max Levine Ensemble[16]
- Mike Bell & The Movies[17]
- Modern Baseball[18]
- The Pooches[19]
- Steady Hands[20]
- The Superweaks[21]
- Three Man Cannon[22]
- Thin Lips[23]
- Year of Glad[24]